# Alte Dreisbach
Die Grube Alte Dreisbach war eine Grube in Niederschelden (Gebiet „Dreisbach“) im Siegerland. Die Grube bestand aus 14 konsolidierten Einzelfeldern.

## Gangmittel
Die Grube baute auf sechs Gangmittel, von denen das „Westliche Mittel“ und der „Hangende Gang“ die größten bildeten. Das „Westliche Mittel“ hatte eine Länge von 145 m und war 1,5–4 m mächtig, während der „Hangende Gang“ zwar nur 58 m lang war, dafür aber bis zu 5 m mächtig wurde. Neben den beiden größten Gängen gab es noch den „Kunstschachter Gang“ (64 m lang, 1–3 m mächtig), den Werner Gang (35 m lang, 1–3 m mächtig), den Schläfer Gang (115 m lang, 0,25–2,25 m mächtig) und das Schläfer Quertrumm (28 m lang, 0,75–2 m mächtig). Alle Angaben traten in der 120-m-Sohle auf. Die Erzgänge bestanden größtenteils aus Spateisenstein mit geringen Anteilen an Kupfer- und Kobalterz.

## Geschichte
| Jahr | Förderung |
| ---- | --------- |
| 1855 | 2.960 t   |
| 1870 | 6.688 t   |
| 1878 | 15.000 t  |
| 1885 | 22.534 t  |
| 1894 | 22.916 t  |
| 1903 | 25.034 t  |
| 1926 | 45.600 t  |

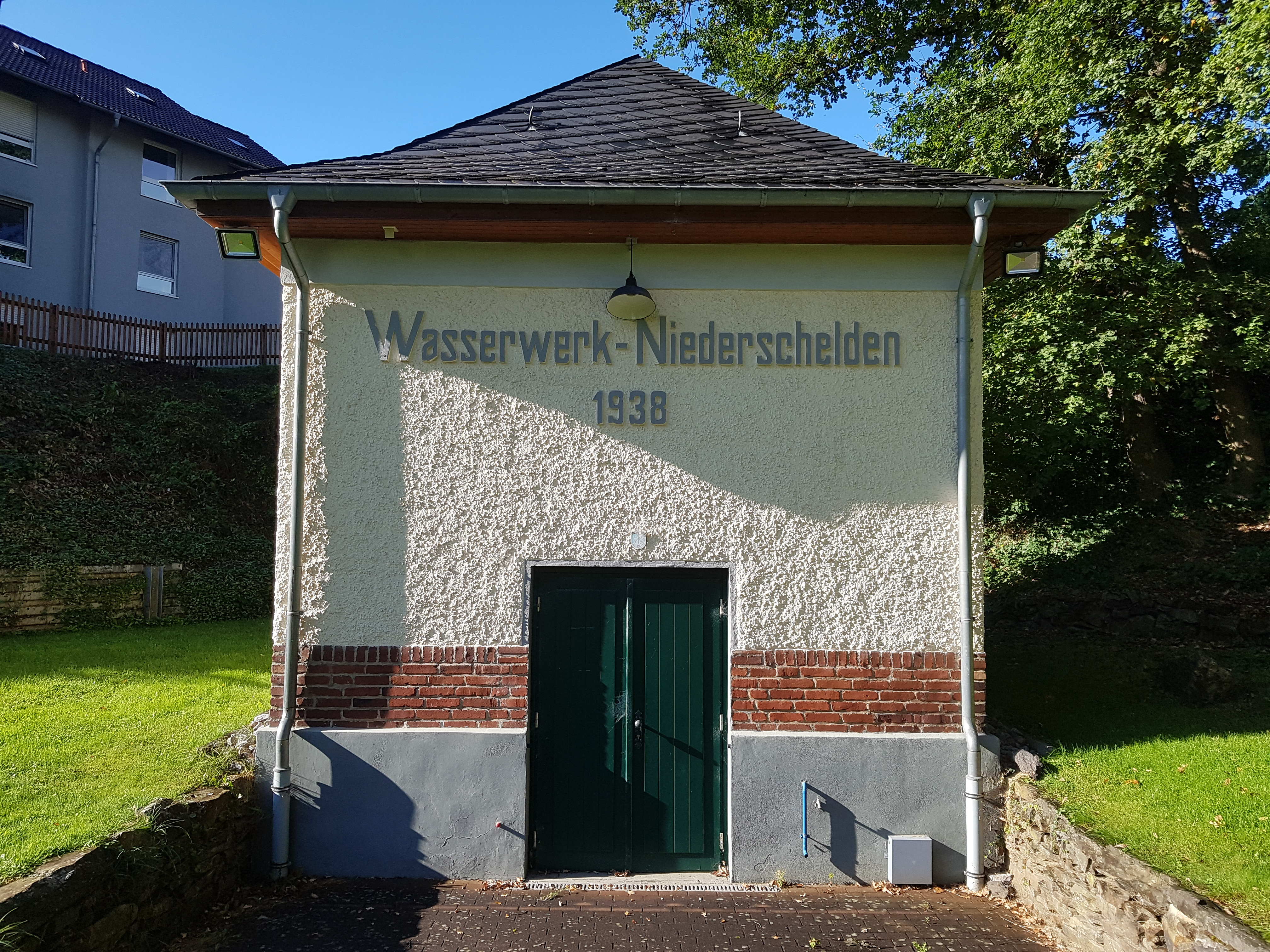
Wasserwerk Niederschelden am Tiefen Stollen

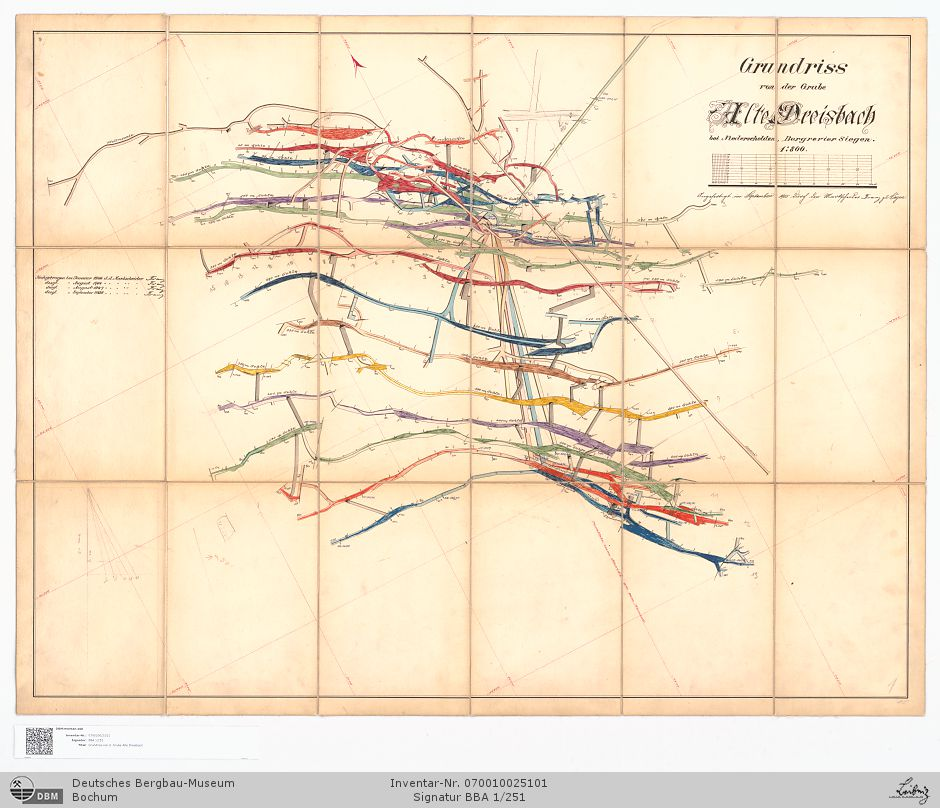
Grundriss der Grube

Die Grube bestand bereits seit 1465 und ist damit deutlich älter als der Durchschnitt der Gruben des Siegerlandes. Neuverleihungen gab es am 28. November 1838 und am 16. Februar 1876.
Ab 1865 wurde Tiefbau betrieben. Der angelegte Schacht hatte eine Größe von 2,7 × 3,7 m, war 850 m tief und ist heute teils verfüllt. Auf der 6. Sohle (222 m) verlief der Gang in Richtung „Brandzeche“ (Gosenbach), auf der 11. Sohle in Richtung „Eichert“ (Eiserfeld / Salchendorf) und auf der 12. Sohle in Richtung „Höllenwald“. 1867 wurden im Schacht bereits 31 m Teufe erreicht, im gleichen Jahr wurden das Maschinen- und Kesselhaus errichtet.
Die Grube steigerte ihre Eisenerzförderung ab 1855 innerhalb von 30 Jahren um das Achtfache bis auf über 22.000 t Erz im Jahre 1885 (siehe Tabelle). 1879 bekam die Grube die erste Drahtseilbahn des Siegerlands. Diese führte von der Grube zum Eiserfelder Bahnhof. 1912 wurde ein neues Zechenhaus gebaut. Die Grube hatte 1885 156 Belegschaftsmitglieder, bis 1913 verdoppelte sich die Zahl auf 308. Am 15. Juni 1928 wurde sie geschlossen, obwohl noch zwei Drittel der Erzvorräte anstanden. Das Wasser aus dem Tiefen Stollen der Grube dient seit 1938 zur Trinkwassergewinnung.

## Angeschlossene Gruben
- Alter Eichert, erstverliehen am 17. Juni 1797
- Amalie, erstverliehen am 7. Januar 1867
- Fortuna, erstverliehen am 17. Mai 1827
- Heidenberg, Siegen, * 17. Juli 1857
- Julie, Niederschelden, * 13. Oktober 1874, gehörte ab 16. Februar 1876 zur Grube.
- Junger Eichert, erstverliehen 1798
- Marschall, erstverliehen am 26. August 1856
- Schneider, Siegen, Konsolidation am 26. September 1850
- Werner, erstverliehen am 6. Oktober 1837